# Шрайбер, Исаак Михайлович
Исаак (Исидор) Михайлович Шрайбер (20 июля 1915, Оргеев, Кишинёвский уезд, Бессарабская губерния — 1994, Москва) — советский переводчик художественной прозы с немецкого и французского языков, известный в первую очередь своими классическими переводами романов Э. М. Ремарка.

## Биография
Родился в Оргееве, в состоятельной семье; дед Моисей Вольфович Равич был известным в городе адвокатом. Окончил фортепианное отделение в Московском областном музыкальном техникуме (1932). Учился в Московской консерватории по классу фортепиано у К. И. Игумнова. Затем окончил Московский государственный педагогический институт иностранных языков и Литературный институт имени А. М. Горького.
В годы Великой Отечественной войны — на фронте, был главным переводчиком штаба армии, майор, несколько раз ранен; награждён орденом Красной Звезды (1945).
Среди переводов — «Триумфальная арка» (1946), «Три товарища» (1958 и 1981), «Возлюби ближнего своего» и рассказы Эриха Марии Ремарка; «Большая игра» Леопольда Треппера, новеллы французских писателей XX века, «Ночь на перекрёстке» («Перекрёсток трёх вдов»), «Тюрьма» и «Человек из Лондона» Жоржа Сименона. Перевод романа Э.-М. Ремарка «Три товарища» (1958) был первоначально осуществлён совместно с Львом Копелевым, но для последующих изданий этой книги уже после эмиграции Копелева (1981) семь переведённых последним глав были заново переведены И. М. Шрайбером.
Дядя и тётя — инженер-химик Давид Моисеевич Равич и пианистка Лия Яковлевна Равич — были близкими друзьями юности И. Э. Якира и оставили о нём воспоминания; брат Л. Я. Равич — поэт Илья Дальгонин.